# Леонардо (Черепашки-ніндзя)
Леонардо — вигаданий персонаж всесвіту черепашок ніндзя, майстер бойових мистецтв, який володіє двома ніндзято і носить блакитну пов'язку. Черепашки вважають Леонардо своїм лідером. Він, як і Рафаель, дуже емоційний і тяжко переносить втрати. Леонардо є найкращим учнем Сплінтера. Він приділяє багато часу тренуванням та медитації і напрочуд серйозно ставиться до занять свого вчителя.

## Комікси

### Mirage

Леонардо в коміксах Mirage

Леонардо зображується як лідер черепах. Він ніколи не називає себе лідером, але часто бере на себе відповідальність, коли Сплінтера немає. Він часто розходиться у точках зору зі своїм братом Рафаелем.
У Leonardo #1 Лео відправляється на прогулянку по дахам Нью-Йорку і потрапляє у засідку клану Фут. Він сміливо відбивається від ніндзя, але вони перемагають. Побитим до полусмерті його кидають у вікно будинку Ейпріл. Інші черепахи і Сплінтер змушені боротися проти Футів, але навіть за допомогою Кейсі Джонса вони не можуть перемогти. Черепахам доводиться тікати у Нортгемптон, бо будинок О'Ніл згорає. За час, проведений у Нортгемптоні, Лео відновлюється. Не впевнений у своїх силах, Леонардо кожен день намагається вполювати оленя і під час одного з полювань, йому вдається врятувати Ейпріл, яка провалюється під кригу. Так Лео повертає впевненість у собі.
В коміксі «Return to the New-York», Рафаель вимагає повернення в місто для помсти Шреддеру і Футам, а Леонардо він звинувачує у боягузстві. Лео і Раф сходяться в битві. Рафаель перемагає брата, а сам іде у місто. Лео, разом з Майкі і Доном, ідуть на пошуки брата і знаходять його в каналізації під Нью-Йорком. Вони вирішують діяти за планом Рафа і атакувати Шреддера. Рафаель пішов першим, але був переможений елітними ніндзя Шреддера. Тоді Раф згодився слухати Леонардо, який сам пішов битися з Ороку Сакі. Кривава битва Шреддера і Леонардо приводить їх на дах будівлі Сакі, де Лео обезголовлює його, після чого черепахи спалюють тіло свого ворога.
В історії «City at War» виникає ворожнеча між Футами. Їхня ворожнеча продовжується цілими битвами на вулицях міста, від яких страждають інші люди і черепахи. До черепах приходить Караі, яка керує кланом в Японії. Вона просить чотирьох братів допомогти їй вбити елітних ніндзя, після чого між Футами та черепахами більше не буде непорозумінь.
У другому томі черепахи починають жити окремо. Леонардо вирішує жити в новозбудованій канаві. Рафаель і Мікеланджело помічають, що Леонардо став ще спокійнішим ніж раніше.
У четвертому томі, через багато років після попередніх томів, Леонардо знову керує командою. Тепер непорозуміння між ним і Рафом стаються все рідше. Коли на землю прибувають утроми і розповідають людям про інопланетне життя, черепахи можуть чудово почуватися на поверхні у всіх на виду. Вони також допомагають утромам пристосуватися до життя на Землі і працювати разом з кланом Фут для безпеки прибульців. Одним з таких Футів є Ча Очо, з яким Леонардо вже зустрічався роки тому. Караі приходить до Леонардо, коли таємнича сила атакує різні гілки клану Фут, тільки Нью-Йорська гілка залишилася недоторканою. Розслідування приводить черепаху на Битву Нексус, де він зустрічає Ороку Йоші в обладунках Шреддера.

### Image
У томі 3 коміксів Image Леонардо був зображений як його тезко з Mirage. У пізніших випусках Лео втратив руку, яку йому відкусив Король Комодо, але дуже сильно це йому не заважало. Деякий час Леонардо використовував замість руки протез, розроблений Донателло, але потім замінив його на сталевий ковпак з лезом.

### Archie
Серія коміксів від «Archie» почалася як коміксна адаптація мультсеріалу 87-го і тому ця версія Лео дуже схожа на версію з мультсеріалу. Пізніше серія почала прогресувати і все менше походила на мультсеріал. Леонардо тут дуже не любить вогнепальну зброю. Також в цих коміксах було показано і дорослого Лео, який в майбутньому заснував школу ніндзя. Серед його учнів були дівчина Нобуко, афро-американець Майлз, латино-американка Кармен і антропоморфний бабуін Боб. Боб, до речі, називає черепах «дядьками».

### IDW
Не дивлячись на те, що комікси IDW є повним переосмисленням попередніх коміксів, Леонардо тут дуже схожий на свого тезко з коміксів Mirage. Як і в раніших коміксах Лео найстарший з братів і головний серед них. Через кіцуне, яка працює на Шреддера, Леонардо починає захоплюватися кланом Фут і хоче до них приєднатися, але його рятують брати і Сплінтер, який також вбиває Ороку Сакі. Коли Сплінтер очолив Футів, стосунки між ним та його синами погіршилися. Леонардо ж через деякий час очолив клан Хамато і з тих пір вони кілька разів вступали в конфлікт з кланом Фут.

## Телебачення

### Мультсеріал 1987-го

Леонардо в мультсеріалі 87-го

В цьому мультсеріалі Лео досі лідер команди, хоч став більш веселим та менш серйозним. Його озвучує Кем Кларке.
В одній з серій Леонардо вирішує більше не бути лідером. Інші черепахи намагаються замінити його в ролі лідера, але в них не виходить і Лео знову стає головним. Йому подобається куноіті на ім'я Лотос, яка працювала на Кренґа. Наступний раз, коли вона повернулася, то запропонувала Леонардо теж стати найманцем, але він відмовився. Лотос зраджує Кренґа і каже Лео, що колись вони будуть на одній стороні.
Спершу в мультсеріалі Леонардо був таким же серйозним і відповідальним, але потім сильно змінився і втратив багато екранного часу, який отримали Мікеланджело та Рафаель, так як були популярнішими серед фанатів.
Також Леонардо любить читати книги. Це можна помітити в ті моменти, коли черепахи без діла сидять удома. Також в одній з серій шостого сезону стає відомо, що у Лео офідіофобія (страх змій).
В епізоді третього сезону «Take Me to Your Leader» Леонардо йде з дому. Родичі намагаються знайти його, а також зупинити Шреддера та Кренґа, які поглинають сонячну енергію для руйнації міста. Коли Лео бачить, що роблять ці злодії, він об'єднується з іншими черепахами для перемоги.

### Наступна Мутація
В серіалі 1997-го року Леонардо користується однією катаною замість двох, а його суперництво з Рафаелем ведеться багато серій. В одній з серій, де Леонардо був фізично ослабленим, Рафаель знущався і знущався з нього. Решту епізоду вони змагалися один з одним в майстерності. Зрештою вони вирішили завершити все змаганням з армреслінгу, після якого програвший піде з каналізації. Хоч Лео і виграв, він не дав Рафу піти. У цьому телесеріалі він був зображений Гейбом Хотом і озвучений Майклом Добсоном.

### Мультсеріал 2003-го
У мультсеріалі Mirage Studios і 4Kids Entertainment 2003-го року Леонардо озвучує Майкл Сінтерніклас в англійській версії, Тетсуя Какіхара в японській версії, і Самуель Харжан (сезони 1 і 2) і Маркус Блом у фінській версії. Леонардо найстарший з братів і лідер групи. Він серйозний, спокійний і відповідальний. Він має теплі стосунки зі Сплінтером, має сильне почуття честі, етики і завжди чинить за правилами Бусідо. Серії пов'язані зі Шреддером або честі також часто сфокусовані на Лео. Ця версія лідера черепах є більш чутливою та самовпевненою ніж попередні. Рафаель часто критикує Леонардо і намагається показати себе кращим за нього, хоча насправді вони дуже близькі. З іншими братами у Лео чудові стосунки. Вони вважають його своєю опорою. Однією з найвидатніших якостей Леонардо є віра в те, що навіть найгріші люди можуть змінитися.
Іноді Леонрдо буває дуже розлюченим, як наприклад тоді, коли він потрапив у засідку Футів і підвергнув небезпеці усю свою сім'ю або ж коли Лео вважав Караі своєю союзницею, але та зрадила його, не маючи сили піти проти Шреддера.
В четвертому сезоні, коли інші черепахи відійшли від битви зі Шреддером, Лео все ще картав себе. Він стає більш грубим та агресивним, його навіть порівнюють з Рафом. Під час одного з тренувань, старший з черепах ледь не травмує Сплінтера і той вирішує відправити сина до свого майстра. Врешті-решт, Леонардо знайшов внутрішній спокій, коли навчався у Найстарішого, який також навчав Сплінтера і Хамато Йоші. Він став єдиним з черепах, хто міг один-на-один боротися з новим Шреддером — Караі, а також перемогти всіх трьох своїх братів.
Під час навчання в Найстарішого, Лео зрозумів, що єдиним виходом в останній битві зі Шреддером було тільки знищення корабля і всіх в ньому. Леонардо повертається з навчання лише тоді, коли дізнається, що Караі знайшла і зруйнувала лігво черепах. Він повертається в місто, збирає свою сім'ю і атакує Караі.
В п'ятому сезоні Леонардо єдиний, хто не отримує містичної зброї від Трибуналу Ніндзя, адже його дух — це його сила. Також він перший з черепах, хто відкриває свою драконячу форму.
В наступних сезонах панцир Леонардо сцілюється.
Також у мультсеріалі є ще одна версія Леонардо. В серії «[[Список серій мультсеріалу «Черепашки Ніндзя» (2003)|Same As It Never Was» Донателло потрапляє в паралельний світ, де Чрелл переміг і захопив владу на Землі. Тут Лео, як і інші герої зазнав різних травм, а також він осліп. Під час фінальної битви зі Шреддером його вбиває Караі.

### Мультсеріал 2012-го
В цьому мультсеріалі він знову лідер групи. Його озвучують Джейсон Біггс, Домінік Катрамбон і Сет Грін.
У цій версії Леонардо ще не дуже досвідчений і весь час намагається покращити свої бойові навички та навички лідерства. Він часто дивиться шоу «Космічні Герої» (пародія на серіал «Зоряний шлях: Анімаційний серіал»), надихаючись ним. Лео любить цитувати цей серіал, щоб здаватися серйознішим і крутішим, але ніхто його таким не вважає, адже фрази ці дуже клішовані.
З першої ж зустрічі з Караі, Леонардо закохується в неї, хоч насправді вона є його прийомною сестрою і рідною дочкою Сплінтера. Її викрав Шреддер, після того, як убив її матір. Сакі виростив з неї вбивцю і потім наказав їй убити Сплінтера і його синів, але вона дізналася, що є дочкою Сплінтера. Не зважаючи на те, що в мультсеріалі в інших трьох черепах з'явилися нові риси, Леонардо залишився таким, як і був в інших витворах. Після смерті батька, Лео стає тяжко вести команду, але дух Сплінтера з'являється, щоб допомогти сину боротися проти зла і захищати свою сім'ю.
Окрім своїх досягнень в ніндзюцу, Леонардо з часом навчився сцілювати живих істот за допомогою «цілющої мантри». Співаючи заклинання і роблячи правильні рухи, Лео може сцілити і себе і всіх оточуючих його. Він використовує цю силу щоб вилікуватися від смертельної отрути Караі, а потім, цією ж силою, намагається звільнити дівчину від Шреддера, але нічого не виходить.

### Мультсеріал 2018-го
На відміну від інших версій Леонардо, ця версія не є лідером і є менш серйозною, також тут він користується магічним мечем одачі, замість привичних катан. В мультсеріалі також вказаний вид Леонардо — Червоновуха черепаха. Його озвучує Бен Шварц.

## Фільми

### Черепашки-ніндзя (1990)
В фільмі Леонардо був зображений Девідом Форманом і озвучений Брайаном Точі.
В цьому фільмі Лео дуже скромний і чутливий, він рідко видає прямі команди й не вважає себе лідером. Саме Леонардо телепатично зв'язувався зі Сплінтером, коли той був у полоні, а також найбільше турбувався за Рафа, пораненого Футами. Він також бере участь в битві проти Шреддера разом зі своїми братами і саме він хоч трохи ранить Сакі, але все одно не може його перемогти. Так як фільм в більшості зосереджується на Рафаелеві, Лео має не багато екранного часу.

### Черепашки-ніндзя 2: Таємниця смарагдового зілля
В «Таємниці смарагдового зілля», на відміну від першого фільму, більша частина екранного часу належить Леонардо. Його ворожнеча з Рафаелем отримує велику роль в фільмі.

### Черепашки-ніндзя ІІІ
У цьому фільмі Леонардо і його брати потрапляють в минуле й намагаються врятувати японське селище від торговця зброєю на ім'я Вокер, після чого зможуть повернутися назад.

### Черепашки-ніндзя (2007)
На початку мультфільму Леонардо знаходиться в джунглях, де рятує бідних. Його знаходить Ейпріл і пропонує повернутися додому, але Лео говорить, що поки не готовий і зникає.
Його відносини з Рафаелем дуже напружені, через невідповідальність останнього і те, що Раф вважає Лео улюбленцем Сплінтера. Обидва брати хочуть робити все правильно, але різними шляхами. Коли Леонардо бореться з Нічним Спостерігачем (ще не знаючи, що це Раф), то зауважує, що розуміє його добрі наміри, але не схвалює способів Спостерігача.
Коли Лео дізнається особистість Нічного Спостерігача, їхня боротьба загострюється. Рафаель майже вбиває свого брата, але тоді лякається самого себе і тікає. Леонардо захоплюють Кам'яні Генерали і ніндзя Фут, але його рятує сім'я. Після фінальної битви усі розбіжності між братами зникають і вони миряться.
В мультфільмі Леонардо озвучує Джеймс Арнольд Тейлор.

### Черепашки Назавжди (2009)
У мультфільмі «Черепашки Назавжди» з'являється цілих три версії Леонардо з різних світів. Леонардо з коміксів Mirage озвучив Джейсон Гріффіт, Леонардо з першого мультсеріалу озвучує Ден Ґрін, а Леонардо з мультсеріалу 2003-го року озвучує той же актор, що і в мультсеріалі.

### Черепашки-ніндзя (2014)

Леонардо в фільмі

У даному фільмі Леонардо зображений Пітом Плошеком і озвучений Джонні Ноксвеллом.
Леонардо в фільмі, як і інші його версії, весь час удосконалює свої вміння і ні перед чим не зупиниться, аби врятувати сім'ю і місто. Через свою обережність, він часто свариться з Рафаелем. Лео весь час намагається допомагати людям, чим він схожий на свого тезко з першого мультсеріалу. Хоч Раф і Леонардо часто сваряться, але, на відміну від інших версій, сваряться вони не через лідерство, так як в групі точного лідера немає.

### Черепашки-ніндзя 2: Вихід з Тіні
В цьому фільмі Ноксвілл не повернувся до озвучення Леонардо і тому Плошек не тільки зобразив черепаху, а ще й озвучив.
У фільмі знову продовжується ворожнеча між Рафом та Лео, особливо тоді, коли Рафаель дізнається про фіолетовий мутаген, здатний перетворити черепах на людей. Коли Раф дізнається, що Леонардо попросив своїх братів нічого не казати Рафаелю про мутаген, останній дуже злиться. В цьому фільмі Лео проявляє вже більше лідерських якостей, ніж у попередньому. Так, наприклад, він слідкує за братами, щоб ті не виходили на поверхню, де може бути небезпечно.

## Особистість
Леонардо, як і [Рафаель, дуже емоційний і тяжко переносить втрати. Також він дисциплінований, добре вихований і непохитний у рішеннях лідер. Лео має гарні стосунки зі Сплінтером, і більше вільного часу проводить на тренуваннях, серйозно ставиться до занять свого вчителя.